# Rather Lie
«Rather Lie» — песня американского рэпера Playboi Carti (Джордан Террелл Картер) и канадского певца the Weeknd. Она была выпущена 14 марта 2025 года в качестве восьмого трека третьего студийного альбома Карти Music (2025). Песня была спродюсирована F1lthy, Ojivolta, Twisco и Mike Dean, а также Ramzoid.

## Композиция
В «Rather Lie» звучит припев в исполнении The Weeknd, который был описан как «доза поп-чистоты» с «лёгким» и «хитовым» хуком, а Карти слышно, как он бормочет «сладкие ноты». В результате песня стала одним из ярких моментов альбома, который можно считать «песней о любви». В песне Карти «успокаивает ситуацию», но позже меняет её, «манипулируя своим голосом» и «запугивая» свою девушку, когда рассказывает о своей личной жизни. Она подчёркивает «взлёты и падения интимной жизни», поскольку Карти звучит «с ясным взглядом, а не с жалостью к себе».

## Отзывы
Песня была хорошо принята музыкальными критиками. В рейтинге всех композиций альбома, составленном журналистами Billboard, Маккензи Каммингс-Грейди поставила «Rather Lie» на второе место и отметила, что дуэт завершил «свой хет-трик» после успеха «Popular» (2023) и «Timeless» (2024). Каммингс-Грейди предсказал, что песня станет ещё одним хитом для них обоих. Анхель Диас и Майкл Сапонара позже также поставили песню на второе место в общем альбоме, назвав её «радиосинглом» пластинки и выразив желание выпустить совместный альбом этих двух исполнителей.
C. Вернон Коулман II из журнала XXL включил «Rather Lie» в число наиболее выделяющихся треков и назвал его одним из «горячих» в альбоме. В рецензии для Stereogum Том Брейхан увидел в песне переход к «поп-чистоте» и расценил трек как один из ярких моментов в альбоме, который разрушает «бурю», поскольку «что-то более доступное просвечивает».
Фанаты обвинили «Rather Lie», а также «Fine Shit» в использовании технологии искусственного интеллекта. Позже Карти опроверг эти обвинения.

## Чарты
| Чарт (2025)                           | Высшая позиция |
| ------------------------------------- | -------------- |
| Австралия (ARIA)                      | 16             |
| Австралия Hip Hop/R&B (ARIA)          | 4              |
| Австрия (Ö3 Austria Top 40)           | 12             |
| Канада (Billboard Canadian Hot 100)   | 9              |
| Чехия (Singles Digitál Top 100)       | 12             |
| Финляндия (Suomen virallinen lista)   | 43             |
| Мир (Billboard Global 200)            | 6              |
| Венгрия (Single Top 40)               | 22             |
| Исландия (Tónlistinn)                 | 11             |
| Ирландия (IRMA)                       | 27             |
| Италия (FIMI)                         | 63             |
| Нидерланды (Single Top 100)           | 41             |
| Новая Зеландия (Recorded Music NZ)    | 7              |
| Норвегия (VG-lista)                   | 31             |
| Швеция (Sverigetopplistan)            | 49             |
| Швейцария (Schweizer Hitparade)       | 8              |
| Великобритания (UK Singles Chart)     | 10             |
| Великобритания (UK R&B Chart)         | 3              |
| США (Billboard Hot 100)               | 4              |
| США (Billboard Hot R&B/Hip-Hop Songs) | 3              |
| США (Billboard Rhythmic)              | 21             |